# Serif (Softwarehersteller)
Serif ist ein 1987 in Nottingham, Großbritannien, gegründetes Softwareunternehmen, das Software für Publishing, Grafikdesign und Bildbearbeitung für PCs und Apple-Produkte entwickelt und vermarktet. Der Vertrieb geschieht hauptsächlich über Online-Marketing.

## Geschichte
Gegründet wurde Serif von einem kleinen Entwicklerteam, um ein günstiges Desktop-Publishing-Paket (DTP)  für Windows-Anwender zu schaffen. 1990 kam PagePlus mit der Version 1 auf den Markt. Bis zur Einstellung war es das Flaggschiff einer Software-Suite. Nach über 20 Jahren Software-Entwicklung für Windows gründete Serif 2009 ein kleines Forschungs- und Entwicklungsteam, das sich mit der Realisierung einer Software für den Mac beschäftigte. So entstand Serif Labs, deren Designer und Entwickler die neue Marke Affinity schufen.
Im Oktober 2014 wurde die App Affinity Designer im Mac-App-Store veröffentlicht. Im Juni 2015 bekam Serif für die App den Apple Design Award verliehen. Im Juli 2015 begannen die Arbeiten an Affinity Photo. 2016 wurden beide Apps mit der Version 1.5 auch für Windows veröffentlicht. Am 19. Juni 2019 erschien das dritte Affinity-Programm, die DTP-Software Affinity Publisher. Die drei Produkte konkurrieren mit den entsprechenden Adobe-Programmen, müssen aber nur einmalig für einen vergleichsweise geringen Preis erworben werden, der auch die Programmaktualisierungen umfasst.
Am 9. November 2022 wurde die Affinity-Suite in Version V2 veröffentlicht.
Am 26. März 2024 gab Serif bekannt, dass das Unternehmen an diesem Tag von Canva übernommen wurde.

## Programme
Folgende Programme wurden für Windows entwickelt:
- AlbumPlus – Bildorganisationssoftware
- CraftArtist – digitale Fotomontagen
- Digital Scrapbook Artist – digitale Fotomontagen
- DrawPlus – Grafiksoftware
- Font Manager – Schriftmanager
- MoviePlus – Videobearbeitung
- PagePlus – Desktop-Publishing
- PanoramaPlus – Panoramasoftware
- PhotoPlus – Bildbearbeitung
- PhotoStack – Bildbearbeitung und -organisation
- Scan, Stitch, and Share – Erstellen von digitalen Versionen großer gescannter Dokumente
- WebPlus – Webdesign

Diese Programmreihe wurde zugunsten von
- Affinity Designer
- Affinity Photo und
- Affinity Publisher

eingestellt.
Die drei Programme aus Designer, Photo und Publisher gibt es für die Windows-, macOS- und iPadOS-Plattformen.